# Prachtridderwants
De prachtridderwants (Lygaeus equestris) is een wants uit de familie van de bodemwantsen (Lygaeidae).

## Uiterlijk
De 11-12 mm lange bodemwants heeft een roodzwarte tekening op de rug dat op een ridderkruis lijkt, volledig ontwikkelde vleugels en lange, sterke poten. Op de voorvleugels (hemi-elytra) zitten tot aan de randen twee dwarse banden en op de membranen van de voorvleugels zit een ronde, witte vlek, die doordat de membranen elkaar overlappen een enkele vlek lijkt te zijn. Het schildje (scutellum) heeft geen borstels maar kleine haartjes. De antennes zijn vierdelig.
Ze lijken veel op de vuurwants (Pyrrhocoris apterus) en de kaneelwants (Corizus hyoscyami), maar hebben een andere tekening op de rug.
De prachtridderwants is nauwelijks vanaf een foto uit elkaar te houden van de nog niet zo lang geleden ontdekte en zeldzamere valse prachtridderwants (Lygaeus simulans). De verschillen zijn:
- De valse prachtridderwants heeft iets meer draadachtige antennes.
- Het scutellum mist de lichte beharing van de prachtridderwants.
- Het rode deel op de kop is wat groter en de zwarte randen zijn iets smaller.

## Verspreiding en habitat
De prachtridderwants is verspreid van Noord-Afrika tot in het noorden van Europa ( Midden Zweden, Zuid Finland) Naar het oosten komt hij voor tot in Siberië, Centraal Azië, China en Japan. Hij komt ook nog in Noord India voor. In Nederland is hij zeer zeldzaam.
De soort komt vaak voor in warme, droge gebieden zoals droog grasland, lichte bossen, ruderale terreinen. De wantsen lopen vaak rond op de bodem of klimmen op planten.

## Leefwijze
De roodzwarte tekening op de rug heeft een afschrikkende werking en dient ter bescherming. De aardwants voedt zich met plantensappen en leeft vooral op de witte engbloem (Vincetoxicum hirundinaria), voorjaarsadonis (Adonis vernalis) en soms ook op de paardenbloem (Taraxacum officinale). Door de opslag van opgezogen plantengif is ze voor potentiële vijanden ongenietbaar.
De partner voor de paring wordt gevonden door een nauwelijks voor het menselijk oor hoorbaar geluid. De paring kan wel tot 24 uur duren. De eitjes worden in de losse strooisellaag afgezet. De wants wordt ongeveer 1 jaar oud en overwintert als volwassen insect.